# Mandible-Piercing
Ein Mandible-Piercing (englisch für Unterkiefer-Piercing) ist ein Piercing in der Unterkieferpartie. Es sitzt vertikal im Mundraum unter der Zunge und tritt unterhalb des Kinns heraus. 

## Schmuck
Als Schmuck wird in der Regel ein Barbell eingesetzt. Während des Heilungsprozesses eignet sich vor allem das flexible Material Polytetrafluorethylen. Da nach dem Stechen mit einer Schwellung zu rechnen ist, wird üblicherweise ein Barbell mit Überlänge eingesetzt.

## Geschichte und Kultur
Verglichen mit modernen Piercings wie dem Zungenpiercing oder dem Labret-Piercing, handelt es sich beim Mandible-Piercing um ein eher außergewöhnliches Oral-Piercing ohne historische Bezüge, dessen Durchführung von mehreren Piercern abgelehnt wird.

Das erste dokumentierte Piercing dieser Art wurde laut Body Modification E-Zine von dem US-amerikanischen Piercer Mick Noland (1953–1998) durchgeführt und wird nach seinem vermeintlich ersten Träger auch Sprung-Piercing genannt.